# East West Bank
La East West Bank (chinois : 華美銀行) est une banque sino-américaine californienne. Elle possède 71 agences situées dans le Nord et le Sud de la Californie, ainsi qu'à Houston ; elle a une succursale à Pékin. Le siège de East West Bank est à Pasadena en Californie.
1. ↑  Répertoire mondial des LEI (base de données en ligne), consulté le 17 septembre 2024.
2. ↑  Polygon.io (firme), consulté le 26 février 2021.